# Selenidera
Selenidera is een geslacht van vogels uit de familie toekans (Ramphastidae).

## Soorten
Het geslacht bestaat uit de volgende zes soorten:
- Selenidera gouldii – Goulds pepervreter
- Selenidera maculirostris – Vleksnavelpepervreter
- Selenidera nattereri – Natterers pepervreter
- Selenidera piperivora – Guyanapepervreter
- Selenidera reinwardtii – Reinwardts pepervreter
- Selenidera spectabilis – Geeloorpepervreter